# Joan XII de Constantinoble
Joan XII (en grec medieval Ίωάννης ΙΒ') va ser patriarca de Constantinoble de l'any 1294 fins al 1303.
Havia nascut a Sozòpolis (actualment Sozòpol), vora la mar Negra. Era una persona prudent però que va actuar en contra de les decisions arbitràries de l'emperador Andrònic II Paleòleg (1282-1328).
Finalment, davant de les pressions, es va veure obligat a dimitir del càrrec i es va retirar a Sozòpolis, on va morir després de l'any 1308.